# Atarba fuscoapicalis
Atarba fuscoapicalis är en tvåvingeart som beskrevs av Alexander 1944. Atarba fuscoapicalis ingår i släktet Atarba och familjen småharkrankar. Inga underarter finns listade i Catalogue of Life.